# NGC 308
NGC 308 – gwiazda znajdująca się w gwiazdozbiorze Wieloryba, na niebie widoczna w pobliżu galaktyki NGC 307. Została zaobserwowana 31 grudnia 1866 roku przez Roberta Balla i błędnie skatalogowana jako obiekt typu „mgławicowego”. Identyfikacja obiektu nie jest pewna.